# Huch
Huch ist ein deutscher Familienname.

## Herkunft und Bedeutung
Huch ist eine niederdeutsche Form des Vornamens Hugo, als Familienname somit ein Patronym.

## Varianten
- Hauk, Hauck, Haucke
- englisch: Hughes

## Namensträger
- Burkhard Huch (1942–2024), deutscher Betriebswirt und Hochschullehrer
- Claus-Jürgen Huch (1926–2018), deutscher Kaufmann und Politiker (NDPD)
- Elisabeth Huch (1883–1956), deutsche Theaterschauspielerin
- Felix Huch (1880–1952), deutscher Arzt und Schriftsteller
- Franz Huch (1876–1944), deutscher Architekt, siehe Huch & Grefges
- Friedrich Huch (1873–1913), deutscher Dichter und Schriftsteller
- Heinrich Conrad Huch (1850–1931), deutscher Verlagsbuchhändler und Gründer des Harzklubs
- Karl Friedrich Huch (1830–?), deutscher Autor, ausgewandert in die USA
- Kurt Jürgen Huch (1938–2024), deutscher Philosoph und Soziologe
- Marie Huch (1853–1934), deutsche Schriftstellerin
- Martin Huch (* 1953), deutscher Musiker, Gitarrist, Produzent und Fotograf
- Meritxell Huch Ortega (* 1978), spanische Zellbiologin
- Ricarda Huch (1864–1947), deutsche Dichterin, Philosophin und Historikerin.
- Rudolf Huch (1862–1943), deutscher Jurist und Schriftsteller
- Tobias Huch (* 1981), deutscher Journalist und Buchautor
- William Huch (Jurist) (1817–1888), deutscher Jurist
- William Huch (Schauspieler) (auch Wilhelm Huch; 1857–1950), deutscher Schauspieler

## Sonstige Verwendungen
- Huch!, ein deutscher Spieleverlag
- (8847) Huch, ein Asteroid